# Sialang Sakti
Sialang Sakti is een bestuurslaag in het regentschap Siak van de provincie Riau, Indonesië. Sialang Sakti telt 2939 inwoners (volkstelling 2010).